# Пелагијанство
Пелагијанизам је верско учење названо по Пелагију. Оно сматра да првобитни грех Адама и Еве не помрачује људску природу (која је божанска, јер је створена од Бога), и да је човек и даље способан да бира добро или зло.
Тако, Адамов грех је само „лош пример“ поколењима, али његов поступак нема других последица по људску природу, које се доводе у везу са исконским грехом. Пелагијанизам види Исусову улогу као „постављање доброг примера“ човечанству, насупрот Адамовом лошем примеру.
Укратко, човечанство има пуну моћ, и пуну одговорност, за сопствено спасење и за сопствене грехе. Према томе, човечанство нема потребе за другом милошћу Божјом осим стварања слободне воље.
Пелагијанизам је осуђен на Концилу у Картагини 417. године, на захтев Светог Августина.